# Nothing, Knowing
Nothing, Knowing ist ein Jazzalbum von Greg Burk. Die am 2. und 3. August 2003 in Roslindale, Massachusetts, entstandenen Aufnahmen erschienen 2005 auf 482 Music.

## Hintergrund
Der Pianist Greg Burk nahm das Album, sein viertes unter eigenem Namen seit 2001, mit dem E-Bassisten Steve Swallow und dem Schlagzeuger Bob Moses auf. In den Liner Notes stellte Burk fest, dass „in den Momenten der Entdeckung, die der Prozess des Improvisierens in verschiedenen Kontexten als Kommunikation mit sich bringt, die Welt sich ins Unendliche ausdehnt und das Vertraute faszinierend wird und uns in den kindlichen Zustand des Wissens zurückführt.“

## Titelliste
- Greg Burk: Nothing, Knowing (482 Music 1037)[2]

1. Old Souls 6:45
2. Prelude to Surrender 5:54
3. Truth Be Bold 19:03
4. Look to the Neutrino 3:41
5. Blink to Be 7:02
6. Operetta 4:00
7. Borneo Dreaming 4:39
8. Big Bird 5:14
9. Doves 3:06

Die Kompositionen stammen von Greg Burk.

## Rezeption
Nach Ansicht von John Kelman, der das Album in All About Jazz rezensierte, habe der Pianist Greg Burk die Zwischenstation Keith Jarrett umgangen und seinen eigenen Ansatz entwickelt, der direkter mit Paul Bleys Vision spontaner Komposition verknüpft sei. Im Gegensatz zu Bley, der sich völlig gegen das Konzept der geschriebenen Musik aufgelehnt habe, glaube Burk jedoch daran, mit vorgefassten Grundlagen für ausgedehntere Improvisationen zu arbeiten. Nirgendwo werde dies deutlicher als auf Nothing, Knowing. Von den unzähligen Klaviertrio-Aufnahmen hebe sich dieses Album durch den schieren Umfang und das unbelastete Zusammenspiel ab, das auf magische Weise ein Gefühl der Lyrik bewahre; dies sei ein weiterer Beweis dafür, dass Burk, obwohl er noch relativ jung ist, das Zeug zu einem musikalischen Giganten habe.
Ausgehend von den galvanisierten Polen von Straight-ahead-Jazz und Free Jazz bewege sich Burk frei in der Grauzone, schrieb Michael McCaw (All About Jazz). Manchmal klinge er ähnlich wie Chick Coreas New Trio und sein Gefühl von Sprungkraft und Verspieltheit auf einem Track wie „Operetta“ oder ganz anders auf „Borneo Dreaming“, wo Moses den Ton angebe, während Burk auf einem präparierten Klavier spielt. Schließlich würde das Trio jede Komposition in einen fesselnden Moment des musikalischen Zusammenspiels und Denkens verwandeln. Und wo die einzelnen Stücke, die die Improvisationsentscheidungen dieser Spieler beeinflussen, für sich genommen interessant seien, wäre es das fesselnde Gesamtbild, das am greifbarsten bleibe und für ihr Gelingen spreche.

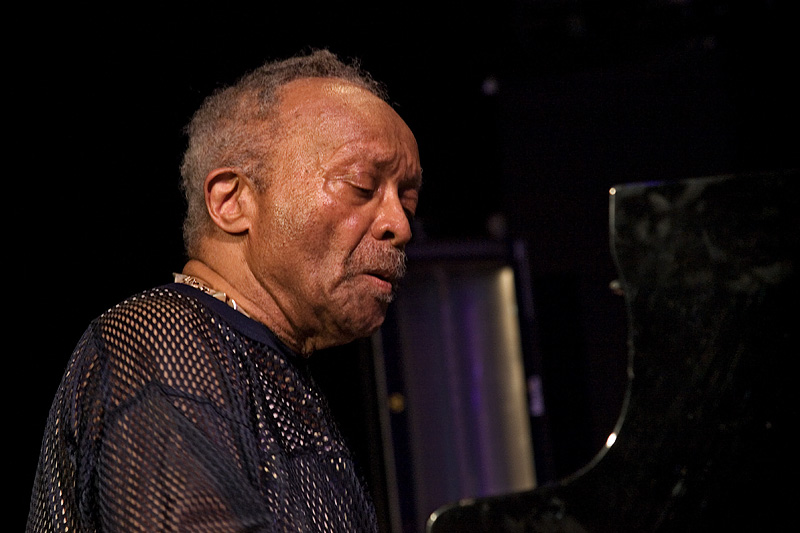
Cecil Taylor (Moers Festival 2008)

Scott Yanow verlieh dem Album in Allmusic vier Sterne und schrieb, die explorative Musik des Pianisten Greg Burk decke ein breites Spektrum an Idiomen ab. Manchmal erinnern seine aus dem Tempo geratenen Grübeleien an Paul Bley, aber auf dem 19-minütigen „Truth Be Bold“ sei Burks intensives und freies Spiel näher an dem von Cecil Taylor, während einige der kürzeren Stücke auf ihre eigene Weise swingen würden. Sein Zusammenspiel mit seinen Sidemen sei manchmal fast telepathisch; sie würden ständig die musikalische Richtung wechseln und Ideen miteinander austauschen. Zuhörer, die Spaß an explorativer und leidenschaftlicher Jazzimprovisation haben, werden dieses Album bestimmt schätzen.
„Truth Be Bold“ sei vielleicht der Mittelpunkt der Platte und, wie es der Zufall will, der längste Track, ein sich allmählich entfaltendes Kunstwerk, das auf der Grundlage des Bindegewebes der Teilnehmer auf und ab geht, schrieb Jay Collins in One Final Note. Was das Stück am besten zeige, sei die Fähigkeit des Trios, sich auf lange Sicht zu engagieren, ohne Dampf zu verlieren oder auf unproduktiven Tangenten abzuschweifen. Obwohl brodelnde Energiewellen dominieren, begebe sich das Trio auch in ruhige Gefilde, besonders beim letzten Stück des Albums, „Doves“, wo seine Klangwellen oszillieren, um die Reise zu beenden – eine, in der das Team Burk-Swallow-Moses ein breites basierte Unternehmung, die den Glauben wiederherstelle, dass in diesem abgenutzten Format tatsächlich noch viel Leben übrig sei.
Unterstützt von zwei Veteranen in herausragender Form, navigiere Burk durch strukturierte Kompositionen, freie Improvisationen und, vielleicht am relevantesten für die Anliegen dieser Sammlung, Stücke, die sich von einem Extrem zum anderen schlängeln und Struktur annehmen als Sprungbrett zur Freiheit und wiederum Freiheit als Tor zur Form betrachten, schrieb Daniel Spicer im Pop Matters. Der Opener des Albums, „Old Souls“, sei ein typisches Beispiel, das sich von einem zarten, an Morgengrauen erinnernden Refrain zu einer frenetischeren Freiheit bewege, wobei Burks forschende rechte Hand von schnellem Feuer, huschender Percussion vorangetrieben und von soliden, weiträumigen geerdet wird Bassfiguren, bevor sie anmutig in eine Wiederholung des Themas zurückgleiten und mit der befriedigenden Unvermeidlichkeit eines beabsichtigten Ziels enden. Es sei eine schöne Demonstration dessen, wie selbst auferlegte Einschränkungen in den richtigen Händen echte Improvisation herausfordernder und befriedigender machen können als völlige Freiheit.